# Грейлинг (Аляска)
Грейлинг (англ. Grayling, холикачук Sixno' Xidakagg) — город в зоне переписи населения Юкон-Коюкук, штат Аляска, США.

## География
Грейлинг расположен в западной части штата на берегу реки Юкон. Площадь города составляет 28,3 км², из которых 0,2 км² (ок. 0,7 %) занимают открытые водные пространства. Город обслуживает одноимённый аэропорт.

## История
В 1900 году стало известно о существовании поселения Грейлинг с населением 75 человек, магазином и крупным складом пиломатериалов. В 1962—1966 году в связи с регулярными подтоплениями родного поселения в Грейлинг переехали почти все жители, 25 семей, соседней деревни Холикачук, носители исчезающего одноимённого языка. В 1969 году было образовано городское правительство. С 1977 года по нечётным годам город является пунктом на пути гонок на собачьих упряжках Iditarod Trail Sled Dog Race.

## Демография
Расовый состав
- эскимосы — 87,1 %
- белые — 6,7 %
- смешанные расы — 6,2 %